# Jamajské letecké křídlo
Letecké křídlo Jamajských obranných sil (anglicky Jamaica Defence Force Air Wing) je letecká složka obranných sil Jamajky. Křídlo plní hlavně podpůrné role pátrání a záchrany, hlídkování a pozorování. Důležitou rolí je také působení při podpoře policejních a bezpečnostních složek v boji proti pašování drog.

## Přehled letecké techniky
Tabulka obsahuje přehled letecké techniky ozbrojených sil Jamajky v roce 2019 podle Flightglobal.com.
| Název                          | Původ                          | Určení                         | Verze                          | V aktivní službě               | Poznámky                       |                                |
| Dopravní a transportní letouny | Dopravní a transportní letouny | Dopravní a transportní letouny | Dopravní a transportní letouny | Dopravní a transportní letouny | Dopravní a transportní letouny | Dopravní a transportní letouny |
| ------------------------------ | ------------------------------ | ------------------------------ | ------------------------------ | ------------------------------ | ------------------------------ | ------------------------------ |
| Beechcraft Super King Air      | USA                            | lehký dopravní/užitkový letoun | King Air 350                   | 1                              |                                |                                |
| Vrtulníky                      |                                |                                |                                |                                |                                |                                |
| Bell 206                       | USA                            | lehký užitkový vrtulník        |                                | 2                              |                                |                                |
| Bell 407                       | USA                            | užitkový vrtulník              |                                | 3                              |                                |                                |
| Bell 412                       | USA                            | užitkový vrtulník              |                                | 2                              |                                |                                |
| Bell 429                       | USA                            | užitkový vrtulník              |                                | 2                              | Objednán ještě 1 kus           |                                |
| Cvičná letadla                 |                                |                                |                                |                                |                                |                                |
| Diamond DA40                   | Rakousko                       | cvičný letoun                  |                                | 4                              |                                |                                |
| Diamond DA42                   | Rakousko                       | dvoumotorový cvičný letoun     |                                | 2                              |                                |                                |